# Мала (филм)
Мала је југословенски филм из 1991. године. Режирао га је Предраг Антонијевић, према сценарију Радослава Павловића.
Прво приказивање филма је било 6. августа 1991. године.
Кроз трагедију једне породице, приказана је национална катастрофа у Југославији.